# Museu Carmen Miranda
Het Museu Carmen Miranda is een museum opgericht ter ere van de zangeres en actrice Carmen Miranda, gelegen in de stad Rio de Janeiro en open voor het publiek sinds 1976.

## Geschiedenis
Het museum, opgericht in 1956 en ingehuldigd in 1976, is gehuisvest in een rond gebouw ontworpen door de modernistische architect Affonso Eduardo Reidy, later aangepast door architect Ulisses Burlemaqui. Er zijn 3.348 objecten, waaronder 1.391 foto's, 461 kledingstukken waaronder 220 sieraden, 11 complete kostuums van shows en films, 8 riemen, 5 tassen, 27 paar schoenen en 38 tulbanden. Het museum bewaart ook belangrijke bibliografische en iconografische documentatie.

## Collectie

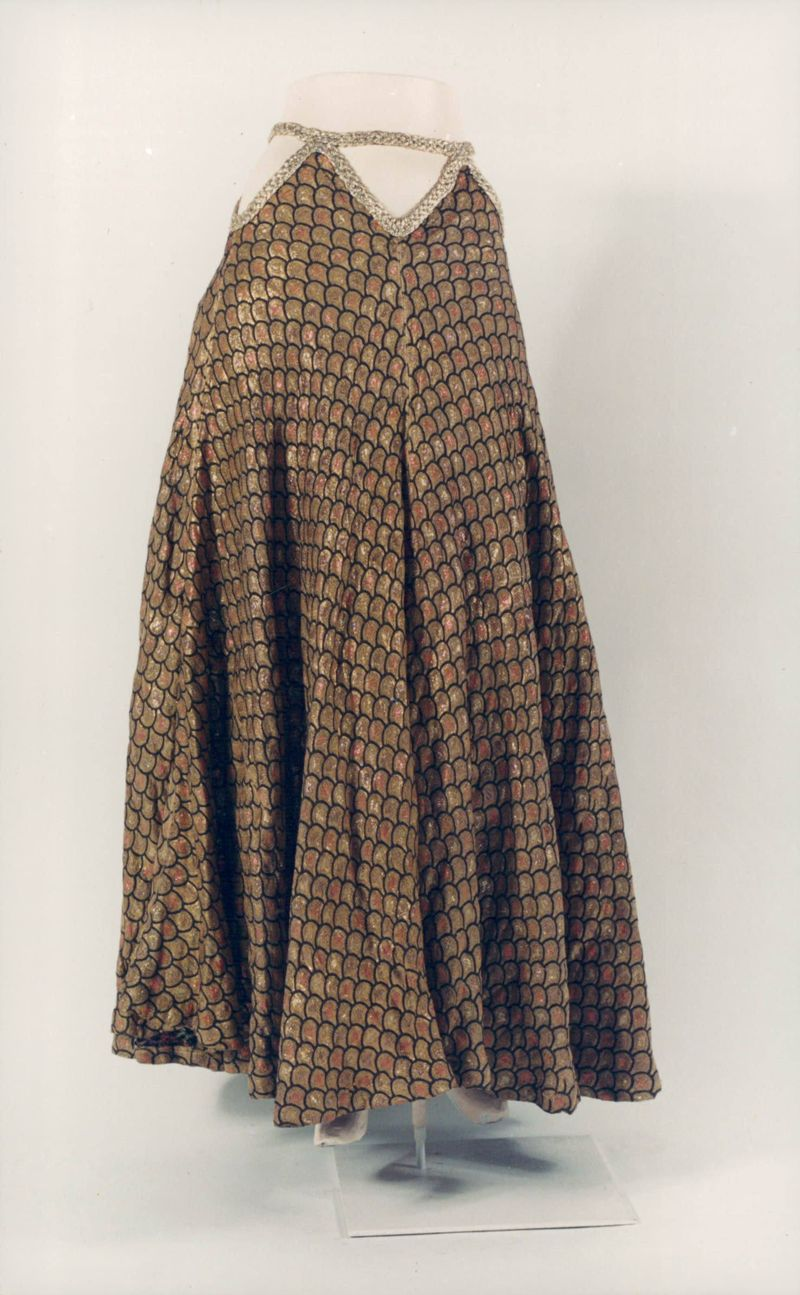
Rok gedragen in Broadway-shows, VS (1939).
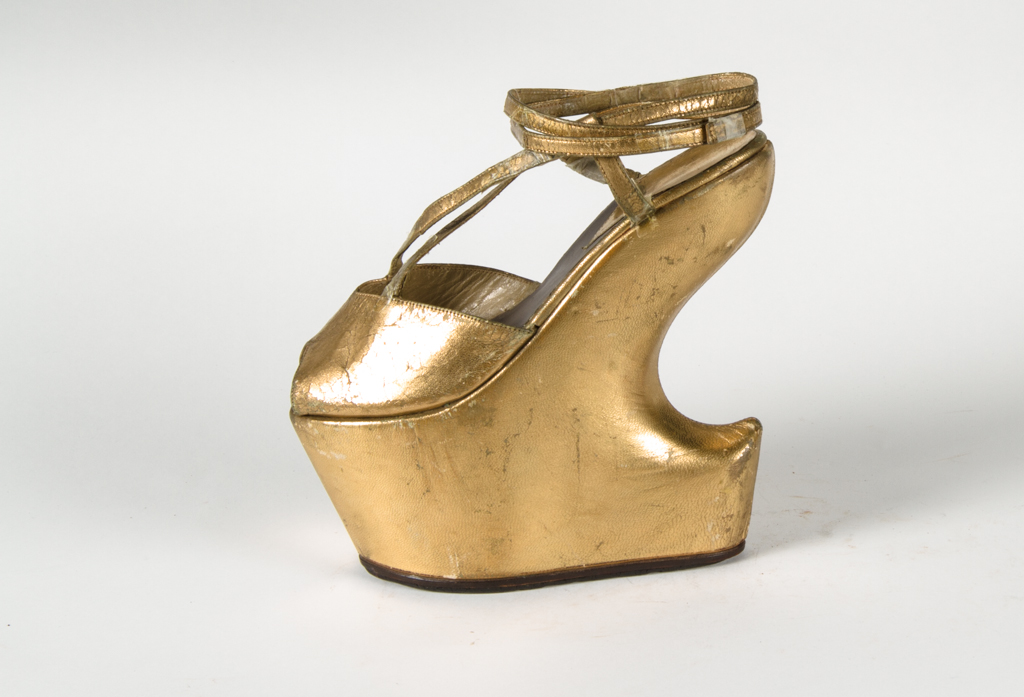
Platformschoenen gebruikt in concerten en films.
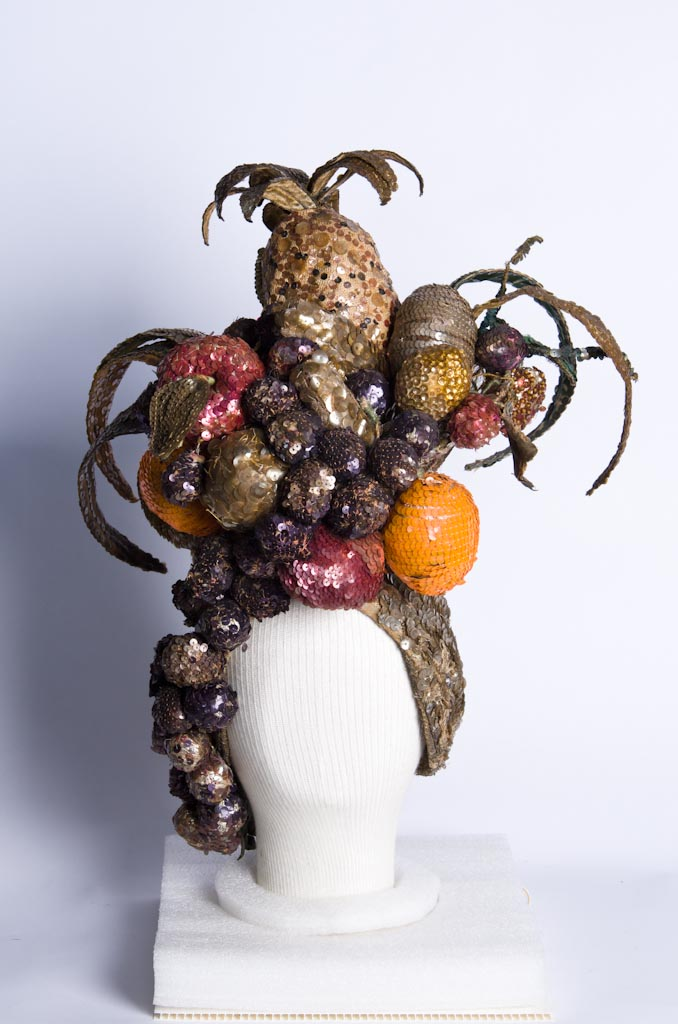
Tulband gedragen bij concerten en films.
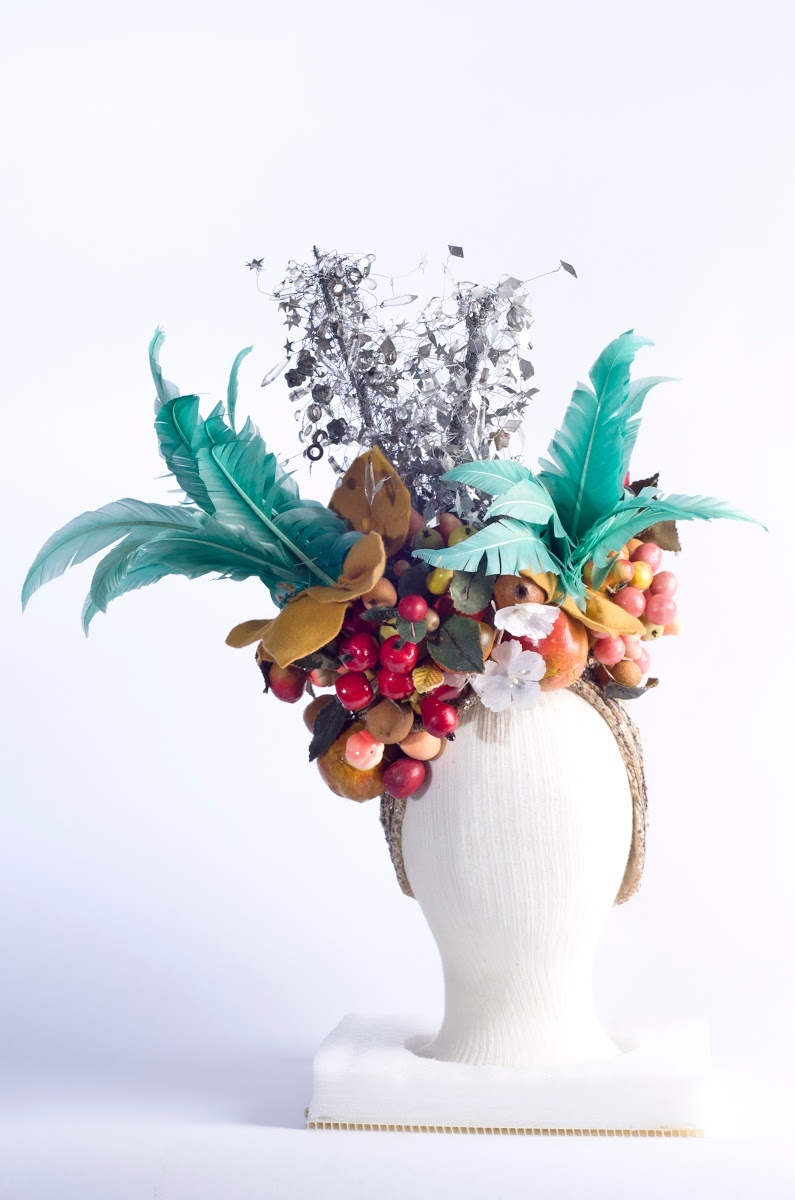
Tulband gebruikt in de film That Night in Rio (1941).
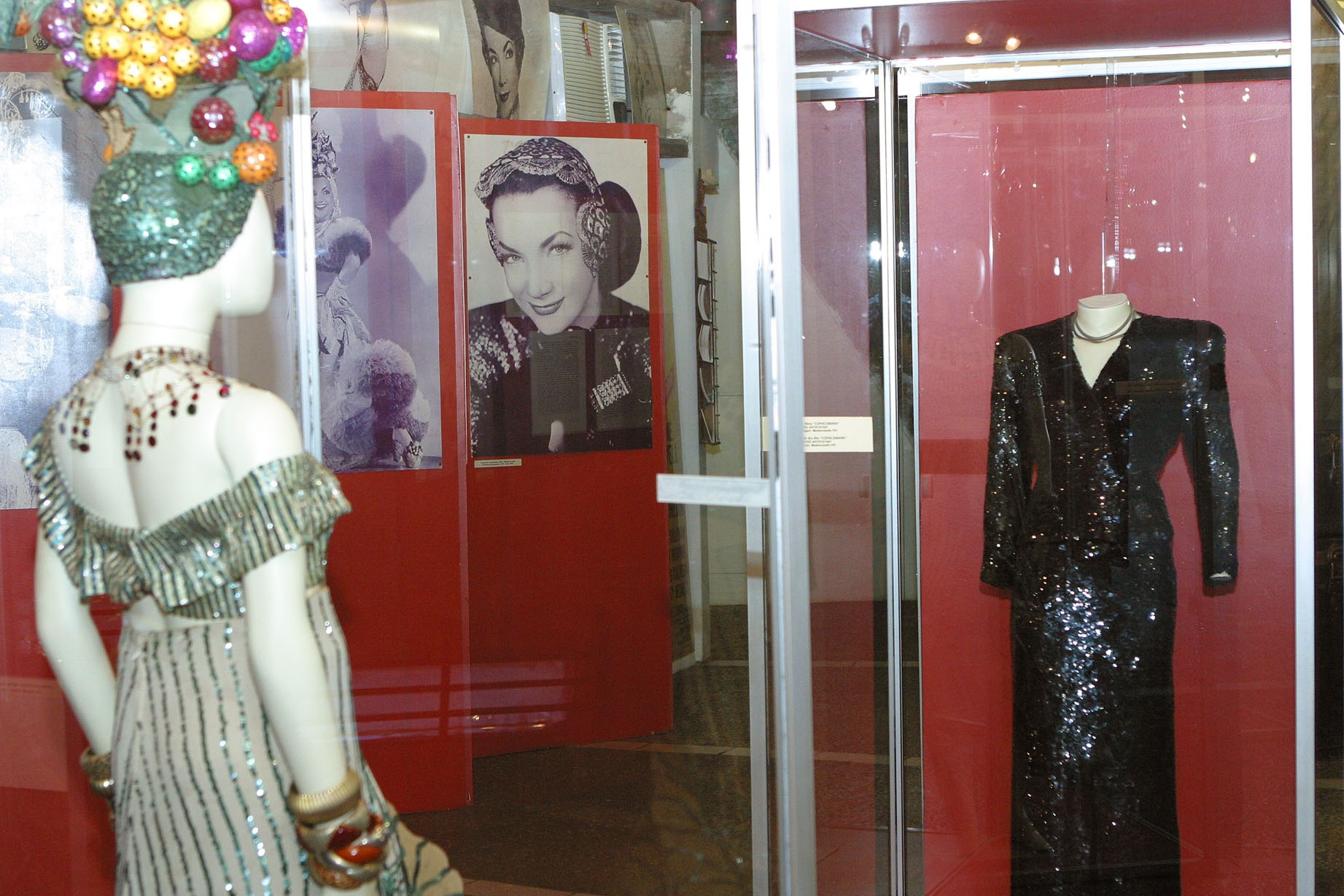
Kleding en foto's van Carmen Miranda te zien in het museum.